# 克萨韦里夫卡 (利波韦茨市镇)
49°22′7″N 29°3′29″E / 49.36861°N 29.05806°E
克萨韦里夫卡（烏克蘭語：Ксаверівка）是位於烏克蘭西南部文尼察州裏文尼察區的村莊，處於索布河畔，始建於1923年，面積0.12平方公里，海拔高度292米，2001年人口11，人口密度每平方公里91.67人。